# Вериги
Вери́ги (ст.‑слав. верига — «цепь») — изделие, разного вида железные цепи, полосы, кольца, носившиеся христианскими аскетами на голом теле для смирения плоти; железная шляпа, железные подошвы, медная икона на груди, с цепями от неё, иногда пронятыми сквозь тело или кожу и прочее. 
Масса вериг может достигать десятков килограммов. В переносном смысле Верига — бремя, обычно нравственное или душевное.

## Веригоношение
Вериги первоначально были принадлежностью монахов-аскетов. Вот как писал о них Григорий Богослов: «Другие изнуряют себя железными веригами, и, истончевая плоть, истончевают вместе грех». Соответственно строгости аскетического идеала, иноки в самом подвиге не довольствовались уже обыкновенным аналавом, как только знаком своей борьбы с плотью; возникло желание, чтобы этот знак более чувствительно воздействовал на волю через воздействие на тело.
Древние подвижники основывали подвиг веригоношения на некоторых словах Ветхого и Нового Завета:
- «Возьмите иго Моё на себя и научитесь от Меня, ибо Я кроток и смирен сердцем, и найдёте покой душам вашим; ибо иго моё благо, и бремя Моё легко есть» (Мф. 11:28-30);
- «Благо есть человеку, когда он несёт иго в юности своей, сидит уединённо и молчит, ибо Он наложил его на него» (Плач. 3:27-28);
- «Аз язвы Господа моего на теле моём ношу» (Гал. 6:17).

Ношение вериг есть своего рода аскетическое упражнение, имеющее целью изнурение телесное в непрерывном усилии совершенно, по слову апостола, распять плоть свою со страстями и похотями (Гал. 5:24). Оно имеет по существу то же значение, что и ношение взад и вперёд больших тяжестей, камней и корзин с песком, имевшее место для усмирения побуждений плоти у восточных пустынников первых веков христианской Церкви.

## Вериги святого Петра
Вериги святого Петра — цепи, которыми, по преданию, был скован апостол Петр в Мамертинской тюрьме в Риме (по другой версии, во время его ареста в Иерусалиме, о котором упомянуто в 12-й главе Деяний апостольских). Хранятся вериги в Риме в церкви Сан-Пьетро-ин-Винколи (итал. Chiesa di San Pietro in Vincoli). Первоначально цепи хранились в Константинополе. В V веке императрица Евдокия отправила одну цепь в Рим в качестве дара папе Льву I, который построил отдельный храм для хранения реликвии. Цепь, присланная из Константинополя, была помещена в церковь вместе с другими оковами, в которых апостол Пётр содержался под арестом при императоре Нероне. Ныне цепи находятся в прозрачном реликварии у центрального алтаря.
В Православной церкви празднование поклонения честным веригам апостола Петра совершается 16 января (по юлианскому календарю).